# 西口拓子
西口 拓子（にしぐち ひろこ）は、日本のドイツ文学者。早稲田大学理工学術院社会文化領域教授。日本児童文学学会特別賞受賞。

## 人物・経歴
神奈川県出身。東京外国語大学でドイツ語を専攻し、1992年から93年までゲッティンゲン大学留学（文部省派遣留学生）。1999年通訳案内業免許（ドイツ語）取得。2003年東京外国語大学大学院地域文化研究科博士後期課程修了、博士 (文学)。
2007年専修大学経営学部専任講師。2008年ドイツ語技能検定試験出題委員。2009年専修大学経営学部准教授。2011年コブレンツ・ランダウ大学特別研究員。2015年専修大学経営学部教授、カッセル大学ドイツ語学文学科訪問教授。
2019年早稲田大学理工学術院創造理工学部社会文化領域教授。主にグリム童話を研究し、2022年には『挿絵でよみとくグリム童話』で日本児童文学学会特別賞を受賞した。

## 著書
- 『そのまま使える!ドイツ語会話表現集』東洋書店 2011年
- 『ヴィッテンベルクでドイツ語・文法 = Deutsch Lernen in Wittenberg』（柴田隆, 寺尾格と共著）同学社 2012年
- 『挿絵でよみとくグリム童話』早稲田大学出版部 2022年